# Charles Demuth
Charles Henry Buckius Demuth (8. listopadu 1883 – 23. října 1935) byl americký malíř, akvarelista, který v pozdějších letech přešel k olejomalbě. Založil styl nazvaný precisionismus.

## Životopis
Narodil se ve městě Lancaster v Pensylvánii, kde prožil větší část svého života. Dům, ve kterém žil se svou matkou, je nyní jeho muzeem. Byl slabým a nemocným dítětem, později u něj propukla diabetes.[zdroj?] Absolvoval Franklin & Marshall Academy, pokračoval studiem Drexler University a Philadelphia's Pennsylvania Academy of Fine Arts. Tam se setkal s Williamem Carlosem Williamsem, se kterým se stali celoživotními přáteli.
Dalšími studii navázal na Colarossiho akademii a Julianově akademii v Paříži, kde se stal příslušníkem místní avantgardy. Pařížská umělecká komunita akceptovala jeho homosexualitu.[zdroj?] Během pobytu v Paříži se seznámil s Marsdenem Hartleyem a skrze něj poznal Alfreda Stieglitze a stal se členem jeho umělecké skupiny.
Jeho nejznámější dílo The Figure 5 in Gold bylo inspirováno Williamsovou básní The Great Figure. Byl to jeden z devíti portrétních plakátů, které vytvořil na počest svých uměleckých přátel. Portrétovanými byli Georgia O'Keeffe, Arthur Dove, Charles Duncan, Marsden Hartley, John Marin.
V roce 1927 zahájil Demuth práci na sedmi malbách zobrazujících tovární budovy v jeho domovském městě Lancaster. Poslední, nazvané After All, dokončil v roce 1933, a o dva roky později zemřel na následky diabetes.[zdroj?]

## Fotogalerie

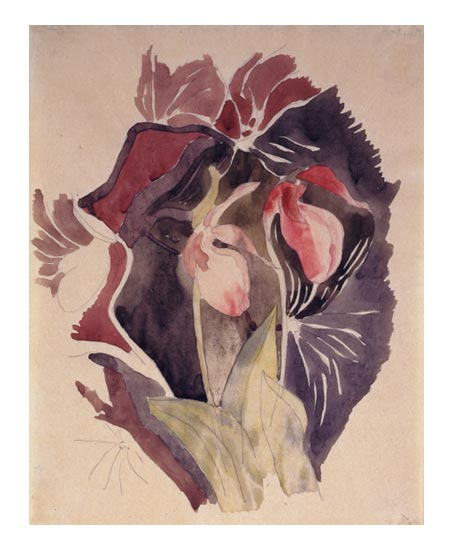
Wild Orchids
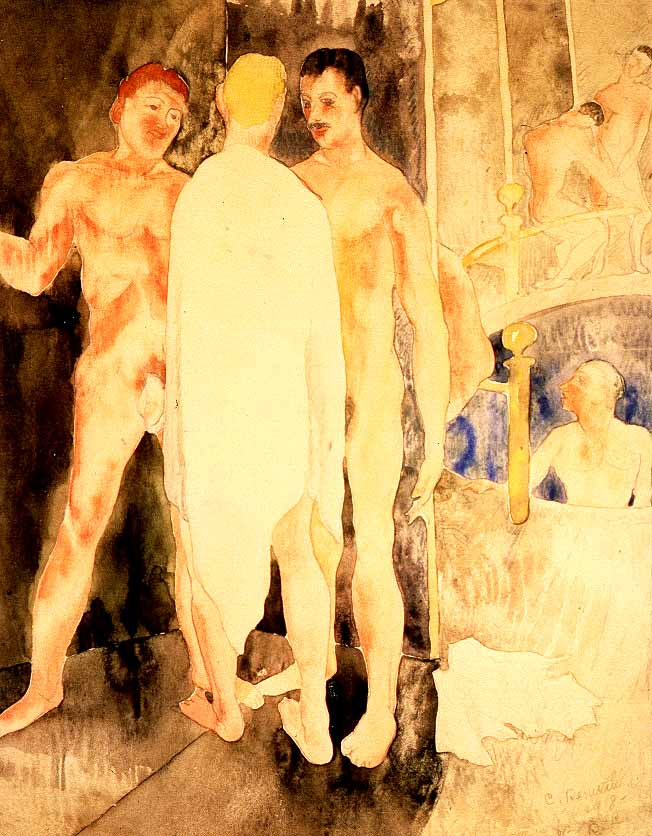
Turkish Bath with Self Portrait
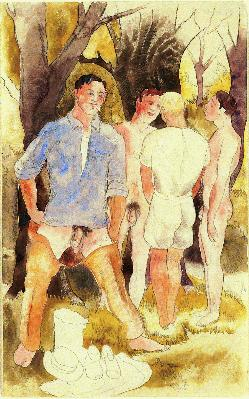
Four Male Figures
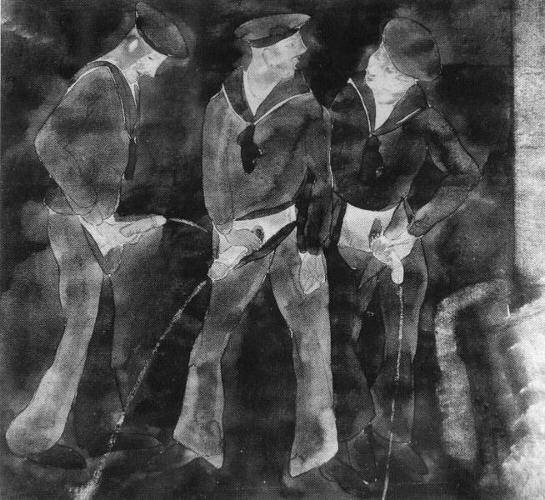
Three Sailors Urinating
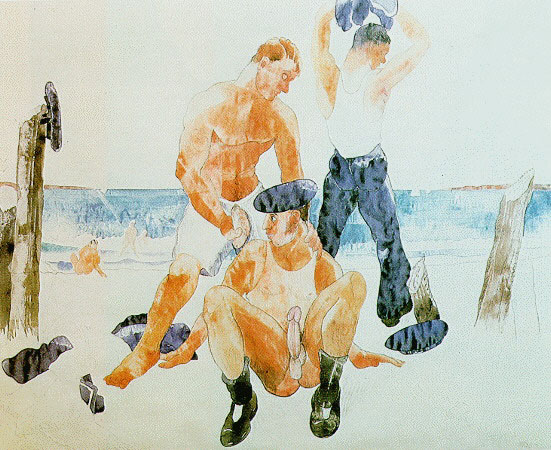
Three Sailors
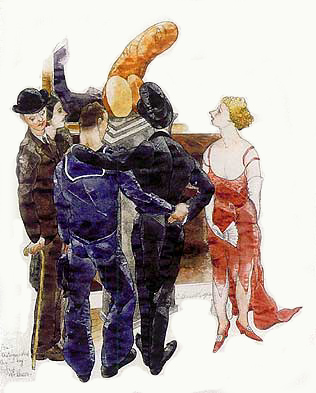
Distinguished Air
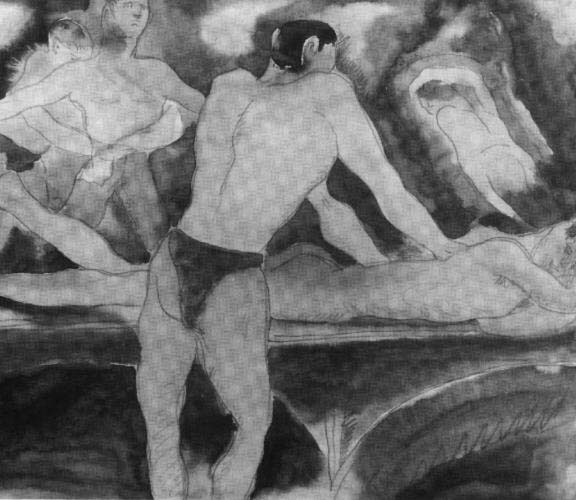
Turkish Bath